# 川越市立高階西中学校
川越市立高階西中学校（かわごえしりつ たかしなにしちゅうがっこう）は、埼玉県川越市砂新田にある公立中学校。

## 概要
周辺は雑木林が広がり自然を感じることができる。1学年あたり2〜3クラスである。学校周辺(特に高階地区では「西中」、市内では「高西」と略称で親しまれている。）毎年60〜90名程度の生徒が卒業し、ほとんどの生徒が高等学校に進学する。正門前にはふれあい農園があり、各学年で農業体験ができる。収穫した野菜は秋のふれあいバザーで販売される。主な行事としては体育祭が5月頃に、合唱コンクールが10月頃にある。修学旅行は2年次にあり、京都・奈良方面へ向かう。職業体験が1年次にあり、学校周辺のヤオコーやセブンイレブン、川越市立高階南小学校、川越市立高階西小学校などが受け入れ先となっている。生徒会本部役員は7名(会長1名、副会長2名、書記2名、会計2名)である。
2019年より一部特別教室を除いて冷暖房が設置された。
部活動では卓球部が新人戦で関東大会に出場。

## 沿革
- 1985年（昭和60年）[1]
  - 4月1日 - 川越市立高階西中学校創設（生徒数：1年211名、2年230名　計441名）
  - 5月25日 - PTA・教育振興会設立
  - 9月1日 - 標準服制定
  - 11月13日 - 開校記念式典挙行。校歌・校章・校旗制定。この日を開校記念日と定める。
- 1989年（平成元年）11月11日 - 開校5周年記念誌発行
- 1994年（平成6年）11月5日 - 開校10周年記念式典挙行
- 2004年（平成16年）11月13日 - 開校20周年記念式典挙行
- 2014年（平成26年）11月13日 - 開校30周年記念式典挙行
- 2024年   (令和6年）　開校40周年
- 不明 - 学校教育目標変更「自主的に学び健やかで自他の良さを認め合える生徒」

## 部活動
2024年現在
- 陸上部
- サッカー部
- ソフトテニス部（女子）
- バスケットボール部（男子）
- バスケットボール部（女子）
- バレーボール部（女子）
- 卓球部（男子）
- 吹奏楽部
- 美術部

## 通学区域
- 下新河岸（58以降）、砂新田（高階中学校の通学区域を除く全域）、藤間（一部）、熊野町、諏訪町、下松原（468・493・542・638・653～665・713～718・723＜2～終わり＞まで）[3]

## 関係者

### 出身者
- 原千晶 - 女優
- 高梨雄平 - プロ野球選手
- 佐々木旭 - プロサッカー選手

### 歴代校長
1. 小高茂夫（1985年4月～1989年3月）
2. 柳澤功（1989年4月～1993年3月）
3. 小林光清（1993年4月～1998年3月）
4. 猪野和男（1998年4月～2003年3月）
5. 白根文博（2003年4月～2005年3月）
6. 清水道子（2005年4月～2008年3月）
7. 鈴木隆雄（2008年4月～2011年3月）
8. 駒井忠幸（2011年4月～2015年3月）
9. 長井正邦（2015年4月～2018年3月）
10. 中村健二（2018年4月～）